# Персико, Энрико
Энри́ко Пе́рсико (итал. Enrico Persico; 9 августа 1900 года, Рим — 17 июня 1969 года, Рим) — итальянский физик, наиболее известный своими работами в области квантовой механики и оптоэлектроники.
Был профессором в Туринском университете, также являлся советником Уго Фано.

## Биография
Родился 9 августа 1900 года в Риме. В детстве вместе со своим другом Энрико Ферми проводил разнообразные физические опыты, в частности, пытался определить точную плотность питьевой воды. Во время учёбы в университете его дружба с Энрико Ферми усиливается. В 1921 году он заканчивает университет, а в 1926 году уже преподаёт физику, в частности, волновую механику.
Позднее переехал во Флоренцию, где Энрико также организовал лекции по волновой механике. В конце 1930 года ему предлагают стать профессором в Туринском университете. Из Турина он поддерживает дружеские отношения с Ферми. Он был свидетелем обнаружения замедления нейтронов и записывал показания приборов, измерявших активность, индуцированную нейтронами в частицах серебра, с присутствием парафина и без него.
Осенью 1949 года Энрико был принят на работу в Квебек (Канада), заняв место уехавшего в США Франко Разетти (ит.), но в 1950 году вернулся в Рим. Здесь Энрико Персико продолжил заниматься, увлёкшей его электронной оптикой, которой он занимался в Канаде.
В 1953 году, при участии Персико, началась постройка электронного синхротрона в Национальной лаборатории во Фраскати (ит.) на энергию до 1,1 ГэВ. Им также разработана теория инжекции пучков заряженных частиц в накопительное кольцо.

## Труды
- Основы квантовой механики (1950)
- Атомы и их энергия (1959)
- Принципы ускорителей частиц (1968)